# Церква Успіння Пресвятої Богородиці (Гаї-Шевченківські, УГКЦ)
Церква Успіння Пресвятої Богородиці в Гаях-Шевченківськах — парафія і храм Тернопільсько-Зборівської архієпархії Української греко-католицької церкви в селі Гаї-Шевченківські (деканат м. Тернополя — Східний) Тернопільського району Тернопільської области.

## Історія церкви
Парафія утворена у березні 1991 року, тоді ж заклали фундамент майбутньої церкви. Будівництво храму, спроєктованого ПІ «Тернопільагропроект», тривало з 2004 по 2008 рік. Проєктною групою керував Станіслав Кедик, головним інженером був Валерій Прядун, а архітектором — Віктор Кічко. Храм збудовано за пожертви монашої спільноти Чину Братів Менших (францисканців) та парафіян. 26 жовтня 2008 року єпископ Василій Семенюк освятив церкву.
У 2024 році Павло Шачко разом із Владиславом Печаком створили для храму мозаїчне панно «Богородиця Оранта». У церкві постійно зберігаються мощі святителя Франциска з Асижу, Антонія Падевського та камінь з дому Діви Марії з Назарету.
При парафії діють Вівтарна та Марійська дружини, братство Матері Божої Неустанної Помочі, спільнота «Матері в молитві» і братство Святих Ангелів. Парафія володіє будівлею храму та каплицею.

## Парохи
- о. Іван Ференц (1995 — грудень 1997),
- о. Степан Левчик (грудень 1997 — червень 2003),
- о. Іван П'єхота, ЧБМ (з 19 червня 2003), з отцями Францисканцями.